# Northern (Zambia)
Northern er en af Zambias ti provinser. Den dækker cirka en sjettedel af Zambias samlede areal. Provinshovedstaden er Kasama. Provinsen er opdelt i 12 distrikter, namely Kasama distrikt (provinshovedstaden), Chilubi distrikt, Kaputa distrikt, Luwingu distrikt, Mbala distrikt, Mporokoso distrikt, Mpulungu distrikt, Mungwi distrikt, Nsama distrikt, Lupososhi distrikt, Lunte distrikt and Senga Hill distrikt. Den anses for at være kærneområdet for Bemba, en af de største stammer i Zambia.
Alle distrikter i Muchingaprovinsen var tidligere en del af den nordlige provins. Præsident Michael Sata besluttede i 2012 at oprette den nye provins ved at overtage de sydøstlige distrikter i den nordlige provins.
Bemærkelsesværdige vartegn i den nordlige provins omfatter Lake Tanganyika, Lake Bangweulu og Bangweulusumpene, Lake Mweru Wantipa og en række vandfald, herunder Lumangwe Falls, Kabwelume Falls, Chishimba Falls og Kalambo Falls.
Den zambiske regering bestræber sig sammen med en række NGOer på at øge synligheden af de mange natur- og historiske skatte i den nordlige provins. Turisme har vist sig at være en effektiv måde at skabe økonomisk vækst i andre dele af Zambia, f.eks. Livingstone og Victoria Falls. Men mangel på infrastruktur langs de store afstande mellem seværdighederne gør det vanskeligt at besøge denne del af landet.
Northern Province deler grænser med to andre provinser - Muchinga og Luapula, og også med to lande – Demokratiske Republik Congo i nord og Tanzania i nordøst.

## Nationalparker og andre naturområder
- Nsumbu nationalpark – ligger op til Lake Tanganyika
- Mweru Wantipa nationalpark
- Lake Tanganyika – med en stor mangfoldighed af fisk samt krokodiller, flodheste og vandfugle.
- Bangweulusumpene
- Isangano nationalpark[5]